# Adam Józef Kozakowski
Adam Józef Kozakowski herbu Gozdawa (zm. po 1808) – sędzia ziemski i ziemiański kowieński w latach 1792–1794, sędzia ziemski kowieński w latach 1768–1792, prezes Komisji Porządkowej Cywilno-Wojskowej województwa trockiego powiatu kowieńskiego w 1790 roku.
W 1764 roku był elektorem Stanisława Augusta Poniatowskiego z powiatu kowieńskiego.
Poseł na sejm 1778 roku z powiatu kowieńskiego.
Członek Komisji Policji Wielkiego Księstwa Litewskiego w 1793 roku.
Poseł na sejm grodzieński 1793 roku z powiatu kowieńskiego. Sędzia sądu sejmowego sejmu grodzieńskiego 1793 roku ze stanu rycerskiego.